# Richard McMullen
Richard Cann McMullen, född 2 januari 1868 i New Castle County i Delaware, död 18 februari 1944 i Wilmington i Delaware, var en amerikansk demokratisk politiker. Han var Delawares guvernör 1937–1941.
McMullen studerade vid Wilmington Commercial College och var verksam som affärsman i Delaware.
McMullen efterträdde 1937 C. Douglass Buck som Delawares guvernör och efterträddes 1941 av Walter W. Bacon. McMullen avled 1944 och gravsattes på Riverview Cemetery i Wilmington i Delaware.